# Haninge glesbygd
Haninge glesbygd är den nionde största kommundelen (2016/2017) inom Haninge kommun, Stockholms län. Kommundelen hade årsskiftet 2016/2017 4 557 invånare.